# 东楼乡
东楼乡，是中华人民共和国山西省忻州市忻府区下辖的一个乡镇级行政单位。

## 行政区划
东楼乡下辖以下地区：
东楼村、西楼村、北肖村、后郝村、前郝村、南肖村和段庄村。